# Damien Bouquet
Pour les articles homonymes, voir Bouquet.
Damien Bouquet, né le 19 juin 1994 à Beaune, est un joueur français de basket-ball. Il évolue au poste d'ailier.

## Biographie
Formé à Strasbourg où il remporte le championnat de France Espoirs Pro A en 2015, Damien Bouquet commence sa carrière professionnelle à Charleville-Mézières en Pro B. Après deux saisons dans les Ardennes, il rejoint l'ALM Évreux Basket pour la saison 2017-2018. Il reste dans l'Eure également deux saisons avant de signer un contrat de trois saisons à l'étage supérieur avec Nanterre 92.
Le 6 juillet 2021, il s'engage pour 3 saisons avec l'Élan sportif chalonnais, tout juste relégué en Pro B.

## Clubs successifs
- 2015-2017 :  Étoile de Charleville-Mézières (Pro B)
- 2017-2019 :  ALM Évreux Basket (Pro B)
- 2019-2021 :  Nanterre 92 (Jeep Élite)
- 2021-2023 :  Élan sportif chalonnais (Pro B)
- depuis 2023 :  Fos Provence Basket (Pro B)

## Palmarès
- Champion de France Espoirs Pro A 2015 (Strasbourg)